# Welcome to My World (album Deana Martina)
Welcome to My World – album studyjny z 1967 roku autorstwa Deana Martina. Został wydany po tym jak single In the Chapel in the Moonlight oraz Little Ole Wine Drinker Me zyskały dużą popularność. Pierwszy z nich ukazał się wcześniej na albumie Dean Martin Hits Again, a utwór tytułowy Welcome to My World pojawił się na albumie (Remember Me) I’m the One Who Loves You z 1965 roku. Był to dwudziesty czwarty album studyjny Martina. 

## Utwory
| Nr  | Tytuł                                                                           |
| --- | ------------------------------------------------------------------------------- |
| 1.  | In the Chapel in the Moonlight (Billy Hill)                                     |
| 2.  | Release Me (And Let Me Love Again) (Eddie Miller / Dub Williams / Robert Yount) |
| 3.  | I Can't Help Remembering You (Jimmy Bowen / Bert Kaempfert / Herbert Rehbein)   |
| 4.  | Turn to Me (Michiko Kusiki / Ted Snyder)                                        |
| 5.  | Wallpaper Roses (Harold Spina)                                                  |
| 6.  | Little Ole Wine Drinker Me (Tommy "Snuff" Garrett / Dick Jennings / Hank Mills) |
| 7.  | Green, Green Grass of Home (Curly Putman)                                       |
| 8.  | The Place in the Shade (Baker Knight)                                           |
| 9.  | Pride (Irene Stanton / Wayne Walker)                                            |
| 10. | Welcome to My World (Johnny Hathcock / Re Winkler)                              |